# Lance Davids
Lance Davids, född 11 april 1985 i Kapstaden, är en sydafrikansk fotbollsspelare (mittfältare) som spelar för Ajax Cape Town. Han var tidigare U23-landslagsspelare för Sydafrika.

## Karriär
Davids har spelat landskamper för Sydafrika. I Djurgården spelade han som yttermittfältare alternativt anfallare på högerkanten men även som högerback, vilket han gjorde sedan laget sålde Matias Concha i juli 2007.
Efter att kontraktet med Djurgården löpte ut 31 december 2008 skrev Davids på för regerande Sydafrikanska ligamästarlaget Supersport United FC. Kort därefter under samma år bytte han klubb till Ajax Cape Town och han fick sällskap av Nathan Paulse som lånades ut från Hammarby.

## Statistik: seriematcher / mål
- 2009–: –
- 2009: –
- 2008: 25 / 0 (i DIF)
- 2007: 22 / 1 (i DIF)
- 2006: 17 / 5 (i DIF)